# Les Feux du ciel
Ne doit pas être confondu avec Feux du ciel.
Les Feux du ciel (titre original : The Fires of Heaven) est le cinquième volume de la série La Roue du temps de l'écrivain américain Robert Jordan.
La version originale américaine a été publiée le 15 octobre 1993 par Tor Books aux États-Unis puis en novembre 1994 par Orbit au Royaume-Uni.
Dans la première traduction française, le livre a été séparé en deux tomes :
1. Étincelles ;
2. Les Feux du ciel.

Les deux tomes sont sortis en 2001 puis 2002 aux éditions Rivages dans la collection Fantasy puis repris en poche en 2003 par les éditions Pocket dans la collection Science-fiction.
En 2013, les éditions Bragelonne rééditent le livre en français en un seul tome titré Les Feux du ciel, avec une nouvelle traduction de Jean-Claude Mallé.
En 2020, les éditions Bragelonne rééditent le livre en deux tomes de poche Les Feux du ciel - Première partie et Les Feux du ciel - Deuxième partie.

## Résumé

### Situation initiale
Rand al'Thor part avec son armée d'Aiels à la poursuite de Couladin et de ses guerriers Shaidos qui ont franchi le mur du Dragon et marchent sur Cairhien semant la terreur derrière eux. En parallèle, il continue son apprentissage du pouvoir grâce au rejeté Asmodean qu'il fait passer pour son barde personnel Natael.
Egwenne poursuit son apprentissage de Matriarche en compagnie d'Aviendha. Moiraine quant à elle, ne parvient plus à contrôler Rand, et pour lui prouver sa sincérité, elle promet de le servir. Toutes les trois accompagnent Rand dans sa poursuite de Couladin.
De leur côté, Nynaeve, Elayne, Thom et Juilin ont fui Tanchico. Les apprenties Aes Sedai ont réussi à voler un sceau de la prison du ténébreux et souhaitent le ramener à la Tour Blanche (Tar Valon).

### Péripéties
La guerre contre Couladin et les Shaidos se prépare. Mat se révèle être un grand stratège à la suite de son passage dans le portail ter'angreal. Grâce au pouvoir de Rand accompagné d'Egwenne et d'Aviendha, les Shaidos sont renversés et Cairhien libéré. Mat de son côté a mené plusieurs batailles en prenant la tête de guerriers de Tear et de Cairhien, c'est lui qui fait tomber Couladin lui-même. Cairhien et sa région tombe donc sous la gouvernance de Rand. C'est donc le troisième royaume que le Dragon Réincarné conquiert après Tear et le désert des Aiels.
Nynaeve et Elayne tombent dans un piège d'Aes Sedai et comprennent que la chaire d'Amyrlin, Siuan Sanche, a été renversée. Elles s'en sortent grâce à Thom et Juilin, mais comprennent qu'Elayne est recherché sur tout le continent. Le groupe se fait également repérer par Galad, demi-frère d'Elayne, qui est devenu une cape blanche et par la rejetée Moghedien. Pour fuir ces deux dangers, le groupe rejoint la ménagerie de Valan Luca.+

### Dénouement
Rand apprend par Mat que la Reine Morgase d'Andor est morte, tuée par le rejeté Rahvin qui se fait passer pour Gaebril. Fou de rage de ne pas avoir pu protéger la mère d'Elayne, il décide d'aller affronter Rahvin à Caemlyn. Avant cela, Moiraine souhaite montrer quelque chose à Rand sur les quais de Cairhien. Arrivé sur les quais, la rejetée Lanfear apparaît. Après un affrontement avec Rand, Moiraine se sacrifie pour envoyer la rejetée (et elle-même) dans le portail ter'angreal qui se détruit à la suite de cela. Rand apprend par une lettre laissée par Moiraine qu'elle était déjà au courant de sa destinée. Lan se retrouve sans Aes Sedai à protéger, mais Moiraine avait prévu le coup et l'avait lié à une autre Aes Sedai avant de mourir. À la suite de cet évènement, Rand part tout de même à Caemlyn pour affronter Rahvin via un portail de pouvoir. Il parvient à tuer le rejeté grâce à une aide inespérée de Nynaeve dans le monde des rêves.
Nynaeve, Elayne, Thom et Juilin, ont retrouvé le groupe d'Aes Sedai dissidentes à Salidar. On y retrouve également Siuan et Min.

## Détail des chapitres
Prologue : Elaida, sœur de l'Ajah Rouge et ancienne conseillère de la Reine Morgase, est désormais la nouvelle Chaire d'Amyrlin. Elle prépare un cercle de sœurs restreint complètement soumise à elle afin de retrouver à tout prix le dragon réincarné, Rand al'Thor.
Chap. 1 : L'ancienne Chaire d'Amyrlin Siuan Sanche, accompagné de Min et Leane en fuite de la tour blanche, sont capturées par des villageois alors qu'elles dormaient clandestinement dans une grange avec Logain qui lui a réussi à s'échapper. Elles sont jugées par le seigneur local, Gareth Bryne, et condamnées à devenir ses servantes. À la suite de leur procès, elles réussissent à s'échapper grâce à un Logain salvateur. Mais le seigneur et ses troupes partent à leur poursuite...
Chap. 3-4-5-6-7 : Rand est de retour dans Rhuidean en compagnie de nombreux aiels. Il a convoqué les chefs de clan aiels. Seulement une partie a répondu à son appel, il attend les autres. Il continue son apprentissage du pouvoir grâce au rejeté Asmodean qu'il fait passer pour son barde personnel Natael.
Egwenne poursuit son apprentissage de Matriarche en compagnie d'Adviendha.
Moiraine n'arrive plus à contrôler Rand, en conséquence elle fait le serment de l'aider afin de regagner sa confiance.
Rand finit par apprendre que Coudalin et ses Shaido ainsi que d'autres clans Aiels se dirigent vers le mur du Dragon afin de rentrer au Cairhien. Il décide de lever le camp et de partir à leur poursuite.
Chap. 8-9-10 : Nynaeve et Elayne ont quitté Tanchico en compagnie de Thom et de Juilin. Elles emportent un sceau de la prison du Ténébreux en vue de le remettre à la Chaire d'Amyrlin de Tar Valon, en pensant que c'est toujours Siuan Sanche. Elles apprennent par un concours de circonstance que Elayne est recherché par toutes les Aes Sedai sur ordre de la Chaire d'Amyrlin, et elles se font repérer dans la ville de Mardecin à le frontière entre l'Amadicia et le Tarabon.
Chap. 11 : De leur côté, Siuan Sanche, Min, Leane et Logain sont toujours en fuite. Ils arrivent à la ville de Lugard où Siuan à un contact qui leur indique où trouver des connaissances de Siuan. Siuan se fait repérer par des capes blanches et ils repartent de ce pas de Lugard, direction les contacts de Siuan.
Chap.12 : Gareth Bryne est toujours à la poursuite de Siuan et des autres fugitives. On apprend qu'il a servi par le passé la reine Morgase et aurait eu une relation avec Siuan. Il arrive à Lugard et apprend qu'elles sont passées par là la veille.
Chap.13 : Afin de masquer leur identité, Elayne se fait teindre les cheveux et se fait passer pour une Dame avec comme servante Nynaeve et Thom et Juilin comme serviteurs. Ils dorment dans une auberge.
Chap. 14-15 : Dans le monde des rêves, Nynaeve et Egwenne se retrouvent. Elles échangent les nouvelles et découvrent que la Chaire d'Amyrlin Siuan Sanche a été renversée. Egwenne, qui en a assez d'être la seconde de Nynaeve la domine dans le monde des rêves et lui fait comprendre qu'elle n'est plus une enfant. Cela marquera beaucoup Nynaeve.
Chap. 16-17 : Dans le village où ont dormi Nynaeve, Elayne, Thom et Juilin, Elayne se fait démasquer par son demi-frère Galad qui est devenu une cape blanche. Ils fuient tous les 4 ce village et rejoignent une troupe de cirque avec pour objectif de rejoindre le Ghealdan incognito.
Chap. 18 : Liandrin et les 9 survivantes de l'Ajah Noir de Tanchico sont de retour sur le continent. La rejeté Moghedien donne des missions personnelles à certaines d'entre elles, puis envoie les autres sur les traces de Nynaeve et Elayne.
Chap. 19 : La Reine Morgase comprend qu'elle s'est faite roulée par Gaebril, et avec l'aide d'une poignée de fidèles (Lini l'ancienne nourrisse, un jeune garde, ...) elle réussit à s'échapper de Caemlyn. Ils ont pour objectif d'aller chez Gareth Bryne.
À la Tour Blanche, Padan Fain retrouve le poignard maudit de Shadar Logoth.
Chap. 20-21-22-23 : Rand et les Aiels arrivent à la passe de Jangai. Les villages de chaque côté de la passe sont dévastés par le passage une semaine plus tôt de Couladin et des Shaido. Aviendha offre à Rand une épée au Héron, Mat se lie avec une aielle Shaido. Une nuit, ils se font attaquer par une troupe de Trollocs, Myrddaals et Draghkars. Rand sauve Aviendha, et inversement. Il poursuivent les jours suivant leur route et arrive en territoire du Cairhien, toujours à la poursuite de Couladin et des Shaido.
Chap. 24-25 : Egwenne et Elayne se retrouvent dans le monde des rêves. Egwenne apprend que Elayne est aidée par l’ancienne héros Birgitte. Moghedien qui est présente dans le monde des rêves les captent et se met en chasse de Elayne, Nynaeve et Birgitte.
Chap. 26-27-28 : Grâce aux réseaux d’informateurs de Sian Sanche, après des journées de voyage, le petit groupe composé de Siuan, Leane, Min et Logain arrive à Salidar un ancien village où se sont regroupés tout un groupe d’Aes Sedai dissidentes. Siuan arrive à les convaincre qu’il faut renverser Elaida, la nouvelle Chaire d’Amyrlin.  
Sur leurs talons, Gareth Bryne arrive à Salidar. Il se fait embarquer par les Aes Sedai dans ce revirement de situation et est nommé chef de la future armée que souhaite mettre en place les Aes Sedai. Siuan, Min et Leane sont tout de même punies d’avoir fui leur devoir chez Bryne, et sont désormais ses servantes.
Chap. 29 : Kadere, le chef du convoi qui était dans le désert des Aiels est en fait un suppôt de haut rang. Il manigance avec Lanfear pour espionner Rand et Natael.
Chap. 30-31-32 : Rand et les troupes Aielles sont arrivés en territoire Cairhien. Il apprend que la ville du même nom, capitale du territoire, est assiégée par Couladin et ses combattants. Rand veut arriver à temps pour sauver la ville. Une nuit, il se retrouve avec Aviendha via un portail en territoire Seanchanien. Lors de ce petit périple, ils s’abandonnent l’un à l’autre. Ils reviennent avant le lever du jour, sains et saufs, mais en ayant fait un peu de grabuge côté Seanchanien. Rand poursuit ses cours avec Asmodean.
Chap. 33 à 40 : Nynaeve, Elayne, Thom et Juilin, toujours en compagnie de la ménagerie (troupe de cirque), sont sur le point d’arriver en Ghealdan, à la ville de Samara où sont massés des centaines de capes blanches et un certain prophète dont la population ne jure que par lui. Nynaeve ne se souvient toujours pas de la ville où il y aurait des sœurs de l’Ajah Bleu.
Une nuit, dans le monde des rêves, Birgitte amène Nynaeve espionner Moghedien. La rejetée s’en aperçoit et les rattrape. Elle blesse Birgitte et maltraite Nynaeve. En se sacrifiant, Birgitte arrive à sauver Nynaeve qui revient dans le monde réel. Birgitte se retrouve également dans le monde réel, très affaiblie. Malgré les soins apportés par Nynaeve, rien n’y fait, pour la sauver Elayne se lie à elle en la faisant sa Championne. Birgitte rejoint la troupe sous le nom de Maerion. Moghedien de son côté reviens aussi dans le monde réel, affaibli également. Liandrin en profite pour lancer une attaque contre la rejetée, mais cela échoue et elle devient un pantin au service de Moghedien. La rejetée ayant appris leur position dans le monde réel, Nynaeve et Elayne doivent fuir au plus vite la région. Elles décident qu’à Samara elles chercheront un bateau pour fuir.
Le lendemain, la troupe arrive à la ville de Samara en Ghealdan. Nynaeve aperçoit Uno dans la foule, un soldat du Shienar qui se trouve ici avec d’autres soldats du Shienar à la suite d'un ordre de Moiraine Sedai lors de la fuite de Rand vers Tear. Elle le rejoint discrètement, et il lui apprend que le prophète n’est autre que son acolyte Masema. Nynaeve demande à rencontrer Masema qui est complètement obsédé par le Seigneur Dragon, il lui promet un bateau afin de quitter la ville rapidement. La dizaine de soldats du Shienar présent en ville souhaite servir d’escorte à Nynaeve et Elayne afin de les ramener saines et sauves à Rand. Sur le chemin de retour à la ménagerie, Nynaeve se fait surprendre par Galad. Étonnamment, le blanc manteau lui promet également un bateau au plus tôt.
Chap. 41 à 46 : Rand et les aiels sont arrivés non loin de la ville de Cairhien. La bataille contre Couladin et les Shaido se prépare. Des troupes de soldats de Tear et du Cairhien ont rejoint Rand. Mat donne de bons conseils stratégiques sur la bataille à venir, compétences qu’ils a acquises lors de son passage dans le portail Ter’angreal à Rhuidean.
Tout de même Mat souhaite partir avant la bataille et suivre sa propre route. Il annonce à Rand son départ pour le matin avant la bataille. Ce matin-là, il part pour le sud. Mais sur la route, il croise des troupes de soldats de Tear et du Cairhien et va se retrouver à leur tête contre une troupe d’Aiels de Couladin. Au fil de la journée, Mat et ces troupes enchainent les escarmouches et batailles, toujours vainqueurs grâce aux compétences stratégiques de Mat. Ils finissent par affronter Couladin et Mat le tue avec son arme mystérieuse reçue dans le portail. De son côté Rand participe à la grande bataille en utilisant le pouvoir avec Egwenne et Aviendha à ses côtés. À bout de force, Rand se fait surprendre par des éclairs de pouvoir. Il pense que c’est l’œuvre du rejeté Sammael. Il finit vainqueur de la bataille, complètement épuisé. Le lendemain, il se rend à Cairhien où tous les nobles lui prêtent allégeances comme à un roi.
Chap. 47 à 50 : À Samara, un bateau est arrivé au port. Récupéré en premier temps par les partisans du prophète Masema, puis revendiqué par les capes blanches de Galad, cela créer des émeutes dans la ville entre capes blanches et partisans du prophète. Dans cette cacophonie, Elayne, Nynaeve, Thom Juilin accompagnés de Uno et les soldats du Shienar et de Galad tentent de rejoindre le navire. En partant, Valan Luca, le responsable de la ménagerie a fait une demande en mariage à Nynaeve qu’elle a refusée. À la suite d'une escarmouche en ville où les protagonistes ressortent avec quelques légères blessures, la troupe arrive finalement à embarquer sur le bateau L’anguille. Nynaeve fait également embarquer de pauvres réfugiés sur le navire. Après quelques jours de voyage, la troupe est déposée près de Salidar où ils retrouvent le campement des Aes Sedai dissidentes. Le sceau de la prison du ténébreux qu’elles ont ramené est finalement brisé, mais on ne sait pas à quel moment le sceau s’est brisé. Nynaeve et Elayne sont remises en apprentissage afin de devenir de vraies Aes Sedai. Nynaeve est persuadée qu’elle pourra un jour trouver une solution pour « soigner » Siuan et Leane du fait qu’elles aient été calmées, elle va donc les étudier. De son côté Min avoue à Elayne qu’elle est également amoureuse de Rand et que dans sa vision Min a vu qu’elles seraient 3 femmes à aimer le Dragon réincarné.
Chap. 51 à 54 : À Cairhien, de nouvelles arrivent par missives de Tar Valon : Des Aes Sedai sont en route pour ramener le Dragon à la tour blanche. On apprend également que la Reine Morgase d’Andor serait morte, tuée par Gaebril (le rejeté Rahvin). Cela met en colère Rand, qui se sent coupable vis-à-vis d’Elayne de ne pas avoir secouru sa mère des mains du rejeté. Il prend donc la décision d’aller affronter Rahvin le lendemain en passant par un portail. Mat de son côté a vraiment l’étoffe d’un général de guerre et participe à des escarmouches aux frontières du territoire Cairhien. Il est missionné par Rand pour aller diriger dans les prochains jours les troupes de Tear et de les amener conquérir l’Illian.
Le lendemain, avant de partir affronter Rahvin, Moiraine veut montrer à Rand quelque chose sur les quais. À contrecœur Rand s’y rend. Arrivé sur les quais, la rejetée Lanfear apparaît très en colère après que Kadere lui ait appris que Rand l’avait trompé avec une autre femme. Un combat se déclenche entre le Dragon et la très puissante rejetée, Rand perd petit à petit le combat mais il va être sauvé par Moiraine qui se sacrifie en poussant Lanfear et elle-même dans le portail ter’angreal qu’elle avait fait ramener de Rhuidean. Une lettre laissé par Moiraine à Rand lui apprend qu’elle avait déjà vu cette journée se passer lors de son passage à Rhuidean et que c’était la meilleure décision à prendre. Elle lui apprend également qu’elle est au courant que Natael est un rejeté et demande à Rand de s’en méfier maintenant que Lanfear n’est plus là pour limiter ses pouvoirs. Lan quant à lui perd son Aes Sedai, mais avant de mourir, Moiraine avait fait en sorte que lors de sa mort le lien avec son champion soit transféré à une autre Aes Sedai que Lan part rejoindre.
Malgré tous ces évènements, Rand poursuit son plan initial et part à Caemlyn affronter le rejeté Rahvin. Il prend avec lui Mat, Aviendha, Natael et toute une troupe d’aiels qu’il transporte via un portail. Arrivés sur place, un piège se referme sur eux, ils se retrouvent encerclés de Trollocs et Myrddaals. Rand prend donc la décision de se téléporter seul dans la salle du trône afin de retrouver  Rahvin... Il le poursuit dans le palais, mais Rahvin fuit le combat…
De son côté, Nynaeve apprend à Siuan à évoluer dans le monde des rêves. Durant une séance, Nynaeve aperçoit Moghedien, elle renvoie donc Siuan dans le monde réel et grâce à une apparition de Birgitte dans le monde de rêve, Nynaeve réussit à mettre un collier a’dam à la rejetée et parvient à la contrôler. La rejetée lui apprend que différents plans de rejetés sont en cours pour nuire à Rand.
Chap. 55 : Rand poursuit le rejeté Rahvin dans le palais, mais le rejeté fuit le combat. Il finit par amener Rand dans la dimension du monde des rêves. Aidé par Nynaeve, Rand domine le rejeté et pense l'avoir tué.
À la fin du livre, le rejeté Natael se fait tuer par un autre rejeté...